# Перлювій
Перлю́вій, алювій залишковий (від лат. proluo - промиваю) — різновид алювію, представлений валунами і галькою, які залишились після змиву водним потоком більш дрібного матеріалу і скупчення яких спостерігається під крутим берегом рівниної річки. Морфологічно це серпоподібні лінзи, що повторюють форму русла. Перлювій звичайно складає нижню частину руслової фації і часто є продуктом розмиву алювіальних відкладів ложа і бортів русла річки. В розрізах дочетвертинніх відкладів до перлювію відносять внутрішньоформаційні брекчії, складені з уламків тих самих порід, що і вміщуючі їх алювіальні відклади.

Іноді перлювієм невірно називають скупчення валунів і крупної гальки, що залишились на місці після розмиву морени. 